# Shigofumi: Stories of Last Letter
Shigofumi: Letters from the Departed, titulado Shigofumi: Stories of Last Letter (シゴフミ ～Stories of Last Letter～?) en Japón, o simplemente Shigofumi, es una serie de anime japonesa

 creada por Tomorō Yuzawa y producida por Bandai Visual y Genco,
 que se transmitió en Japón por la señal Chiba TV y otras redes entre el 6 de enero y el 22 de marzo de 2008. Consta de 12 episodios, y un OVA que fue incluido en el DVD lanzado el 26 de septiembre de 2008. Una serie de novelas ligeras fue adaptada del set promocional hecho por Tomorō Yuzawa, con historia de Ryō Amamiya e ilustraciones de Poko, respectivamente. La primera novela fue publicada en Japón el 10 de octubre de 2006, por MediaWorks bajo su división shōnen Dengeki Bunko, y la cuarta y última novela fue lanzada el 10 de marzo de 2008. Aunque las novelas se estaban haciendo primera, el anime es considerado el trabajo original, como fue afirmado por Yuzawa. El anime ha sido adquirido por Bandai Visual para ser emitido en lengua inglesa. El título Shigofumi viene de la combinación de las palabras japonesas para "después de la muerte" (死後 shigo?), y "carta" (文 fumi?), que se traduce literalmente en una "carta después de la muerte".

## Trama

### Historia
Shigofumi se centra principalmente en una chica de apariencia joven llamada Fumika que trabaja como cartera repartiendo las "cartas del más allá" (死後文 shigofumi?). Estas cartas son escritas por la gente después de que mueren y son entregadas a la persona a la que se ha destinado la carta en el mundo de los vivos. Las cartas contienen cosas que los muertos no pudieron decir cuando vivían, como también cosas que quisieron decir antes de morir, o incluso informar a los demás quién les mató en el caso de un asesinato. 
Acompañando a Fumika se encuentra su instrumento parlante Kanaka, que puede flotar por sí misma y le gusta ser tratada como si "ella" fuera humana. En contraste con Fumika, que es callada y seria con su trabajo, Kanaka es conversadora y bulliciosa. La historia sigue a estos dos personajes mientras interactúan con los vivos por medio de las shigofumi. Los carteros de shigofumi son asignados a un área específica para realizar su trabajo, como cualquier cartero. Usualmente ellos son humanos que han muerto y que no envejecen, y quedan con la apariencia con la que murieron. Sin embargo, Fumika envejece, lo que significa que ella aún no ha muerto.

## Personajes
Fumika (フミカ/文伽?)
 Seiyū: Kana Ueda
Fumika es el personaje principal en la serie de anime. Parece ser una chica joven, aunque su edad real nunca se menciona. Trabaja como cartera desde el más allá, repartiendo las llamadas "shigofumi" a la gente en la ciudad japonesa a la que ha sido asignada. Estas shigofumi son cartas escritas por la gente que ha muerto recientemente, y es labor de Fumika entregar las cartas a quien sea que la persona muerta la dirigió. Aunque normalmente los carteros de shigofumi son personas que ya han muerto, y por lo tanto no envejecen, Fumika en cambio envejece como una persona viva, lo que significa que ella aún no ha muerto sino que está en un estado de proyección astral.
Fumika casi siempre es tranquila y habla en una voz monótona baja. Es seria con su trabajo y cumple sus deberes aun cuando le cuesta entregar alguna carta, como tener que seguir al destinatario en tren a otra parte de Japón. No le gusta que la gente normal interfiera con su trabajo, y a menudo tiene que recurrir a la violencia o amenaza a los demás con una gran pistola que trae consigo para poder completar sus entregas. Debido a su inusual ocupación y al uniforme que utiliza, generalmente no es tomada en serio cuando le dice a otros que les está entregando una "carta del más allá", pero continúa insistiendo hasta que ha realizado la entrega. Las únicas veces en la que ella muestra alguna expresión es cuando está cerca de gatos, se agita mucho al punto de perder la compostura por completo. También es el personaje principal en las novelas ligeras, aunque su carácter es un poco diferente. Tiene la misma apariencia y generalmente la misma personalidad, pero en las novelas, Fumika odia a todos los insectos con vehemencia y nunca se acerca a ellos. Le gusta jugar shōgi (Ajedrez japonés), aunque juega instintivamente sola.
La verdad es que Fumika sufre de un trastorno de identidad disociativo producido por el abuso de su padre, Kirameki Mikawa, durante su crecimiento. Las dos personalidades son Fumi y Mika. Mika es la cartera de shigofumi que lleva a cabo su trabajo con seriedad; en tanto Fumi es una niña tierna, que se lleva bien con las personas. Mika es la que le disparó a Kirameki cuando él intentó matar a Fumika mientras hacía que le recordara a su madre. Fumi se culpó del disparo, lo que la llevó a un estado de coma, causándole la "muerte" a Mika. Mika ha dicho que ni siquiera sus palabras alcanzan a Fumi.
Kanaka/Mayama (カナカ/マヤマ?)
 Seiyū: Yuki Matsuoka
El objeto de inteligencia artificial que Fumika trae consigo se llama Kanaka en el anime y Mayama en las novelas ligeras, y son muy diferentes en cada una de esas publicaciones. La función de este objeto es ayudar al cartero de shigofumi al darle información sobre senderos, destinatarios, la zona asignada, y apoyándola en otras tareas usuales. El cartero puede darle un código al objeto que le deja activar un programa y ayudar más al cartero, como volverlo invisible o darle alas blancas para que pueda volar, aunque existen limitaciones en estos programas. Los objetos tienen sus propias personalidades y poseen la habilidad de levitar. En la serie de anime, Kanaka tiene una voz femenina y una personalidad bulliciosa y fuerte, que contrasta con la disposición de Fumika. Kanaka a menudo le presenta su opinión a Fumika pertinente a quién le está entregando la carta, aunque Fumika de todas maneras sigue su trabajo como siempre. Técnicamente no tiene vida, pero Kanaka insiste en llamarse de "ella" a sí misma, como una persona, o como una persona lo haría; mientras levita o se regenera, lo que ella llama "pararse" y "dormir" respectivamente. Kanaka tiende a cometer errores en el trabajo, como confundir cartas. En las novelas ligeras, Mayama es el nombre del objeto, tiene una voz de chico, y también cumple la misma función de apoyar a Fumika en su trabajo. "El" siempre habla con Fumika y le prueba que está equivocada en ciertas situaciones. Él nunca ha sido capaz de vencer a Fumika en shogi, aunque él puede hacer cosas que ella no, como leer en otros idiomas.
Chiaki (チアキ?)
 Seiyū: Masumi Asano
Chiaki es colega y senpai de Fumika, aunque al contrario de Fumika, Chiaki ya ha muerto. Ella murió en un accidente automovilístico y por lo tanto mantiene la apariencia que tenía en ese entonces, que ocurre ser similar a la edad de Fumika, aunque Chiaki no envejece. Ella dice que está "sobre-los-veintiún-años" (y admite que murió hace más de cincuenta años), aunque ciertamente se ve de la edad de Fumika. Ella está asignada a una ciudad diferente a la de Fumika, y las dos se ven rara vez en la tierra, pero se ven más a menudo en Shigo. Chiake tiene una personalidad radiante y le gusta expresar sus sentimientos, no importa si están relacionados con frustraciones o felicidad. Desde el punto de vista de Fumika, Chiaki no es diligente en su trabajo como sí lo es Fumika, y si una entrega es muy trabajosa, es probable que no la haga, marcando la carta con una dirección no válida.
Matoma (マトマ?)
 Seiyū: Masayuki Katou
Matoma es el objeto que acompaña a Chiaki y le gusta el objeto de Fumika, le ayuda con su trabajo. Matoma tiene una voz masculina y habla en un tono monótono. Es mejor a la hora de trabajar que Kanaka y recrimina a Kanaka por hacer un mal trabajo. A cambio, Kanaka lo molesta cambiando su nombre y llamándolo 'Jugo de Tomate' (Tomato Juice).
Kaname Nojima (野島 要 Nojima Kaname?)
 Seiyū: Takuma Terashima
Kaname es un estudiante de secundaria que conoció por un corto tiempo a Fumika Mikawa en la escuela primaria, donde eran compañeros de clase. Después de conocer a la cartera Fumika, la reconoció y recordó que Fumika le había disparado a su padre hace tres años, lo que lo llevó a seguir buscándola más tarde. A Kaname le gustó Fumika en la escuela primaria, y llegó a confesar su amor por ella; entonces ella lo rechazó, aunque la cartera Fumika más tarde le dice que de verdad ella estaba muy sorprendida y no lo odiaba. Incluso ahora, parecería que él aún tiene sentimientos por Fumika.
Natsuka Kasai (葛西 夏香 Kasai Natsuka?)
 Seiyū: Saeko Chiba
Natsuka es una niña energética de secundaria que conoció a Fumika en la escuela primaria, donde asistían a la misma clase, aunque hablaron por primera vez en la enfermería de la escuela. Tiene una tendencia por los chicos que son inteligentes e incluso va tan lejos como para leer los mismos libros que el chico que le gusta; incidentalmente, le gusta Kaname, que es de su tipo. Después de que Kaname se acerca a ella para preguntar por información relacionada con Fumika, ella se involucra con él en la búsqueda para descubrir lo que realmente le pasó a Fumika hace tres años.
Kirameki Mikawa (美川 キラメキ Mikawa Kirameki?)
 Seiyū: Rikiya Koyama
Kirameki es  un escritor famoso y padre de Fumika Mikawa. Está obsesionado con la belleza, y va tan lejos como para sugerir que la gente fea debería suicidarse. Kirameki vive y trabaja en un extravagante edificio de cristal llamado "El camino de plata que guía por siempre". Su nombre, Kirameki, se traduce a brillo de estrellas.

## Media

### Novelas ligeras
Shigofumi fue lanzado por primera vez como una serie de novelas ligeras escritas por Ryō Amamiya, e ilustradas por Poko. Aunque las novelas fueron producidas primero, la serie de anime es considerada como el trabajo original según Tomorō Yuzawa. Las novelas son publicadas por MediaWorks bajo su división shōnen Dengeki Bunko. La primera novela fue lanzada el 10 de octubre de 2006, y el cuarto y último volumen el 10 de marzo de 2008. La historia de las novelas difiere un poco de la del anime.

### Show de radio por Internet
Un show de radio por internet llamado Shigofumi Maruhi Nippō (シゴフミ マル秘日報?), transmitido por la Beat Net Radio!, originalmente tuvo una transmisión previa el 28 de diciembre de 2007, y la siguiente el 4 de enero de 2008; transmisiones que fueron una introducción al contenido del show, y también invitaron a los oyentes a enviar sus comentarios y preguntas sobre el show. Luego empezaron emisiones semanales cada viernes desde el 11 de enero de 2008. El show tiene dos presentadores; Kana Ueda y Masumi Asano quienes representan a Fumika y Chiaki en el anime, respectivamente, y es producido por Bandai Visual. 

### Anime
La serie de anime, dirigida por Tatsuo Satō y escrita por Ichirō Ōkouchi, muestra los personales diseñados originalmente por Kouhaku Kuroboshi y la dirección asistente de Katsushi Sakurabi. Animación realizada por J.C.Staff y producida por Bandai Visual y Genco, se estrenó primero en Japón en numerosas estaciones UHF y BS11 entre el 6 de enero y el 22 de marzo de 2008, conteniendo doce episodios. La serie fue lanzada en seis compilaciones de DVD en Japón por Bandai Visual entre el 25 de marzo y el 22 de agosto de 2008. Presentado en un formato 16:9, los DVD muestran dos episodios cada uno con numerosos extras, incluyendo comentarios de audio, notas, picture dramas, y cartas Shigofumi. Un episodio OVA fue lanzado en DVD el 26 de septiembre de 2008. La emisión televisiva de los episodios tres y ocho, "Amigos" y "Comienzo", respectivamente, fueron "alterados a la luz de ciertas circunstancias en la sociedad", como se dijo en la página web oficial del anime. La cadena Sun TV también cesó la emisión del episodio seis de Shigofumi y retomó la emisión con el episodio siete. Otras series de anime del 2007 que cambiaron debido a eventos ocurridos en Japón fueron School Days, Higurashi no Naku Koro ni, y Kodomo no Jikan.
El anime ha sido licenciado por Bandai Visual para llevarlo a la lengua inglesa, y el primer lanzamiento en DVD estaba planeado para el 13 de mayo de 2008, pero luego se ha aplazado mientras Bandai Visual reconsidera sus planes para el lanzamiento.
Dos canciones son usadas en el anime: una canción de apertura, y la de cierre. La canción de apertura "Kotodama" (コトダマ?  "Power of Language"), pertenece al repertorio de Ali Project, y fue lanzada el 23 de enero de 2008- Escrita por Saori Kodama con composición y arreglo musical  de Pe-jun, el tema de cierre "Chain" es cantado por Snow*; fue lanzado el 6 de febrero de 2008. La banda sonora original del anime fue lanzada el 26 de marzo de 2008, con los álbumes publicados por Lantis.